# Китница
Китница (болг. Китница) — село в Болгарии. Находится в Кырджалийской области, входит в общину Ардино. Население составляет 91 человек.

## Политическая ситуация
В местном кметстве Китница, в состав которого входит Китница, должность кмета (старосты) исполняет Сали Абдурахман Мюмюн (Движение за права и свободы (ДПС)) по результатам выборов.
Кмет (мэр) общины Ардино — Ресми Мехмед Мурад (Движение за права и свободы (ДПС)) по результатам выборов в правление общины.